# Mohamed Boughanmi
Pas d'image ? Cliquez ici

a Compétitions nationales et continentales officielles uniquement.

b Matchs officiels uniquement.
Dernière mise à jour le 11 novembre 2020.
Mohamed Boughanmi est un joueur international français de rugby à XV. Il évolue au poste de pilier au sein du Rouen Normandie Rugby.

## Carrière

### Formation
Mohamed Boughanmi commence le rugby à l'âge de 8 ans à Bagnolet. Il y joue jusqu'à ses 14 ans avant de rejoindre l'AC Bobigny 93. Il reste à Bobigny jusqu'à ses 18 ans avant de rejoindre le centre de formation du Stade Français Paris pendant 2 ans et le pôle France à Marcoussis durant 1 ans.

### Débuts professionnels
Mohamed Boughanmi retourne en 2011 en Fédérale 1 avec le club de Bobigny où il reste durant deux saisons.
En mai 2013, il s'engage avec l'AS Béziers pour deux saisons et découvre la Pro D2.

### Débuts dans l'élite (RC Toulon)
Repéré par le RC Toulon, il s'engage pour trois saisons mais ne fait que peu d'apparitions durant la saison 2015-2016 et il est libéré par le club en fin de saison.

### Révélation au Stade rochelais et en équipe de France
Patrice Collazo, entraîneur du Stade rochelais, qui fait signer Mohamed Boughanmi en 2016 pour trois saisons avec le club charentais.
Le sélectionneur du XV de France Guy Novès le remarque et le convoque pour faire partie du groupe de 32 joueurs en vue du Tournoi des Six Nations 2017.
Il obtient sa première sélection le 10 juin 2017 lors d'un test de la tournée de juin face à l'Afrique du Sud (défaite 37-14). En juin 2017, l'encadrement du XV de France l'intègre dans la liste Élite des joueurs protégés par la convention FFR/LNR pour la saison 2017-2018.
Il est de nouveau sélectionné en équipe de France pour jouer le 14 novembre 2017 contre les All Blacks au Groupama Stadium. Ce match qui se déroule sans les principaux joueurs de l'équipe de France ne compte néanmoins pas comme une sélection officielle. À la suite d'une blessure à l'entraînement, il est contraint de déclarer forfait pour ce match.
Il quitte le Stade rochelais à la fin de la saison 2018-2019 pour rejoindre la Section paloise où il signe pour deux saisons jusqu'en 2021.

### Retour en Pro D2
Après l'annulation de son transfert à Lyon en avril 2021, Mohamed Boughanmi s'engage finalement avec le RC Narbonne lors de l'été 2021 et retourne donc en Pro D2.
Après une saison très compliquée avec son nouveau club, qui est relégué à l'issue du championnat, Mohamed Boughanmi s'engage avec le Rouen Normandie Rugby à l'été 2022.

## Statistiques
| Saison                     | Club                       | Championnat | Championnat | Championnat | Coupe d'Europe     | Coupe d'Europe | Coupe d'Europe |
| Saison                     | Club                       | Compétition | Matches     | Essais      | Compétition        | Matches        | Essais         |
| -------------------------- | -------------------------- | ----------- | ----------- | ----------- | ------------------ | -------------- | -------------- |
| 2011-2012                  | AC Bobigny                 | Fédérale 1  | 2           | 0           |                    |                |                |
| 2012-2013                  | AC Bobigny                 | Fédérale 1  | 11          | 2           |                    |                |                |
| Sous total Bobigny         | Sous total Bobigny         | Fédérale 1  | 13          | 2           |                    |                |                |
| 2013-2014                  | AS Béziers                 | Pro D2      | 13          | 0           |                    |                |                |
| 2014-2015                  | AS Béziers                 | Pro D2      | 20          | 3           |                    |                |                |
| Sous-total Béziers         | Sous-total Béziers         | Pro D2      | 33          | 3           |                    |                |                |
| 2015-2016                  | RC Toulon                  | Top 14      | 6           | 0           | Champions Cup      | 0              | 0              |
| Sous-total Toulon          | Sous-total Toulon          | Top 14      | 6           | 0           | Champions Cup      | 0              | 0              |
| 2016-2017                  | Stade rochelais            | Top 14      | 16          | 2           | Challenge européen | 7              | 1              |
| 2017-2018                  | Stade rochelais            | Top 14      | 14          | 3           | Champions Cup      | 5              | 0              |
| 2018-2019                  | Stade rochelais            | Top 14      | 4           | 1           | Challenge européen | 2              | 1              |
| Sous-total La Rochelle     | Sous-total La Rochelle     | Top 14      | 34          | 6           | Challenge européen | 9              | 2              |
| Sous-total La Rochelle     | Sous-total La Rochelle     | Top 14      | 34          | 6           | Champions Cup      | 5              | 0              |
| 2019-2020                  | Section paloise            | Top 14      | 6           | 0           | Challenge européen | 1              | 1              |
| 2020-2021                  | Section paloise            | Top 14      | 7           | 0           | Challenge européen | 0              | 0              |
| Sous-total Section paloise | Sous-total Section paloise | Top 14      | 13          | 0           | Challenge européen | 1              | 1              |
| 2021-2022                  | RC Narbonne                | Pro D2      | 17          | 1           |                    |                |                |
| Sous-total RC Narbonne     | Sous-total RC Narbonne     | Pro D2      | 17          | 1           |                    |                |                |

## Vie personnelle
Mohamed Boughanmi a également pratiqué la lutte de 8 à 16 ans. Lorsqu'il jouait à Bobigny, il travaillait aussi comme livreur dans le restaurant de ses frères.
Il fait une apparition dans le film Mon Roi de Maïwenn où il interprète le rôle d'un pensionnaire du centre de rééducation de Capbreton.